# 톰보이

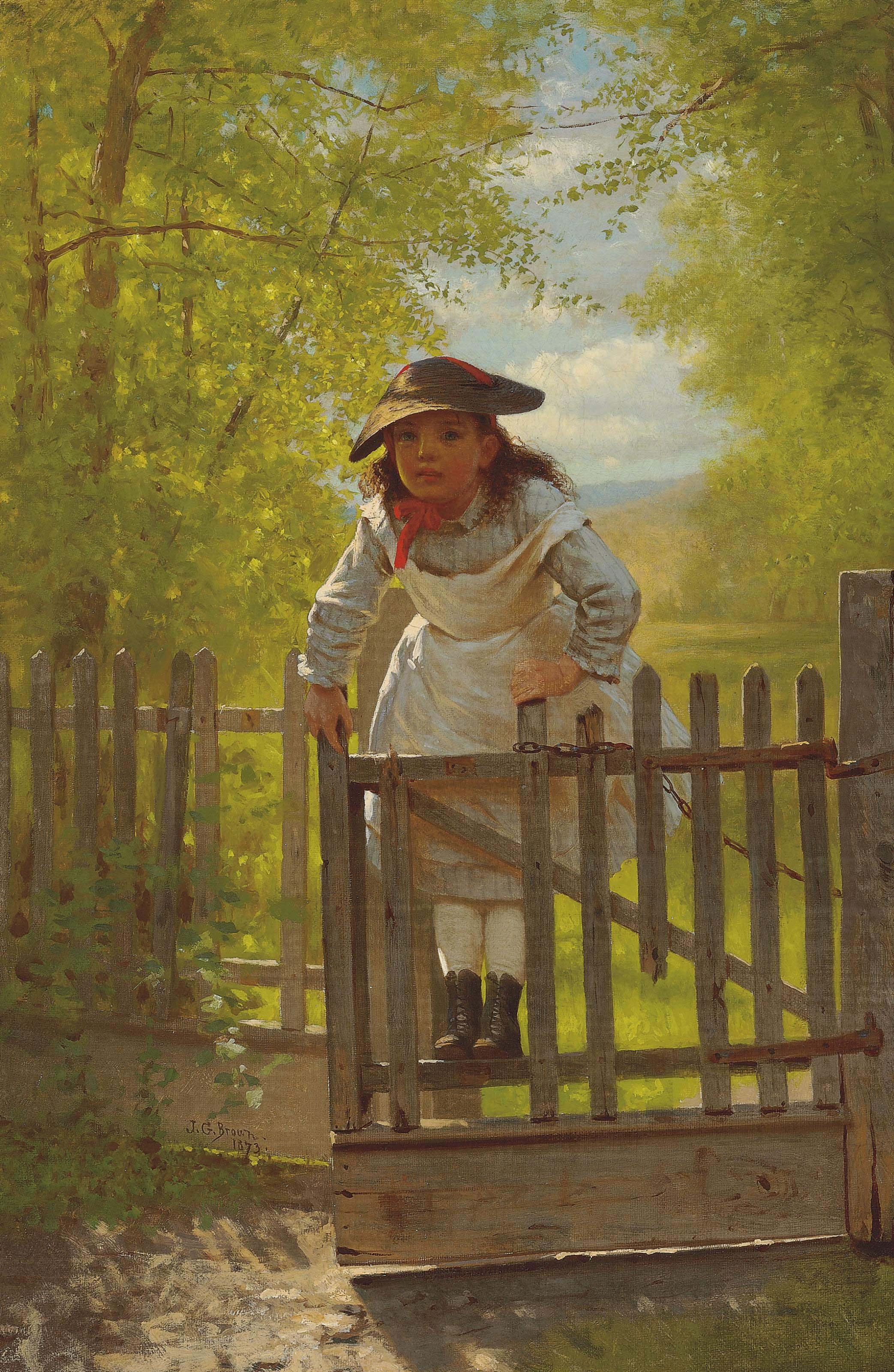
말괄량이, 1873년 존 조지 브라운이 그린 그림

톰보이(영어: Tomboy)는 남자의 성역할을 하는 여자 또는 중성적인 매력을 띠는 여자를 가리키는 용어다. 주로 머리를 짧게 깎고 다니며 치마보다는 바지를 많이 입는 여자 등을 가리킨다. 이들은 주로 남성적인 옷을 입거나 남성적인 놀이 등의 활동을 하고 여자들보다 남자들에 더 어울리는 특징을 띤다.

## 어원
톰보이(Tomboy)는 1553년 흔한 남자 이름 톰(Tom)에 소년을 의미하는 보이(boy)를 더해 만들어졌다.

## 같이 보기
- 시시